# ハルカカナタ
『ハルカカナタ』はNHKが制作し2023年8月から不定期でNHK BS4KおよびNHKBSプレミアムで全国放送している海外紀行番組番組。

## 概要
綾瀬はるかが世界を旅しながら、人生を豊かにするヒントを探る紀行番組。各地の文化や人々の交流を通じて、幸せのヒントを見つけ出す。

## 出演者
旅人・ナレーション
- 綾瀬はるか

## 放送リスト
- 第一回「フランス マダムの幸せレシピ」　初回放送日：2023年8月26日
- 第二回「幸せはこぶアロハの風」　初回放送日：2024年1月13日
- 第三回「イタリア 幸せレシピいただきます」　初回放送日：2024年12月29日

## スタッフ
- 撮影：小谷野喜樹
- 映像技術：鬼塚敦
- 音声：菅野友和
- 映像デザイン：谷脇もも
- 音響効果：田上ゆかり
- コーディネーター：佐藤麻里子
- 編集：佐々木美保
- ディレクター：中井大紀、市川佳子
- プロデューサー：中島聡子
- 制作統括：柳迫有、岡嶋俊輔、島袋大輔
- 制作協力：AXON
- 制作：NHKエデュケーショナル
- 制作・著作：NHK